# Intruz (powieść)
Intruz (ang. The Host) – powieść science fiction/romans, amerykańskiej pisarki Stephenie Meyer.
Książka na rynku amerykańskim została wydana 6 maja 2008, premiera międzynarodowa odbyła się 2 kwietnia 2008 w Wielkiej Brytanii, Irlandii, Indonezji, Australii, Hongkongu i na Filipinach. W Polsce książka ukazała się nakładem Wydawnictwa Dolnośląskiego. Z angielskiego przełożył Łukasz Witczak.

## Opis fabuły
Ziemia, czasy współczesne. Kontrolę nad światem przejmują obce istoty zwane duszami, które, po przejęciu ludzkich ciał, wiodą w nich normalne życie. Chociaż dusze są łagodne i dobre, ich „żywiciele” nierzadko stawiają opór. Jedna z ostatnich wolnych istot ludzkich, przez dusze zwanych rebeliantami, dwudziestoletnia Melanie Stryder, zostaje schwytana; w jej ciało wprowadza się dusza o imieniu Wagabunda, której zadaniem jest wydobyć z pamięci Mel szczegóły dotyczące miejsca ukrycia innych wolnych ludzi.  Wagabunda była już na siedmiu planetach i dlatego nadano jej takie imię. Urodziła się na planecie zwanej Początkiem, rodzinnej planecie dusz. Okazuje się jednak, że Melanie jest bardzo silną i waleczną istotą, i nie zamierza dać się stłamsić. Odgradza swoją pamięć grubym murem od Wagabundy i toczy z nią walkę o kontrolę nad ciałem. Nie jest w stanie nad nim władać, ale jej umysł wciąż pracuje. Cierpiąca z powodu utraty ukochanego Jareda oraz brata Jamiego Melanie niechcący podsuwa Wagabundzie coraz to nowe wspomnienia. Stopniowo Wagabunda i Melanie stają się sojuszniczkami i razem wyruszają na pustynię, na poszukiwanie Jareda, Jamiego i ostatnich „niezamieszkanych” ludzi. Dla obu podróż ta prawie okazała się śmiertelna. Kiedy już ich znajdują, rozpoczyna się mozolna walka o zdobycie zaufania i przekonanie, że intruz ma dobre zamiary (początkowo Wagabunda jest więziona przez ludzi i pilnowana przez Jareda).Dopiero gdy Jared opuszcza jaskinię wuj Jeb uwalnia Wagabundę. Nie jest to jednak okres w którym ludzie zaufają Wagabundzie. Będą to zarówno dla niej jak i dla pozostałych mieszkańców ciężkie dni. Tymczasem za Wagabundą podąża Łowczyni, dusza, której celem jest odkrycie ostatniego ludzkiego bastionu i unicestwienie wolnych ludzi. Wanda, Wagabunda opowiada ludziom o swoich poprzednich życiach i przygodach które ją spotkały na innych planetach. Opowiada ona o innych rasach zasiedlonych przez dusze, np. o „pająkach”. „sępach”. Ludzie, a zwłaszcza Jamie z ciekawością słuchają opowieści Wagabundy. Wagabunda opowiada im, że Dusze na Ziemię najpierw przybyły w ciałach pająków. Mówi im ona także, że zaledwie jedna na dziesięć tysięcy Dusz może się podzielić dając początek nowym Duszom, które dziedziczą pamięć matki. Do takich Dusz należy sama Wagabunda.
Kiedy ludzie zamieszkali w jaskiniach na pustyni zaczynają wierzyć w dobre serce Wagabundy i w życie Melanie, zaczyna chorować jej brat Jamie. Ma wysoką gorączkę i jest na skraju śmierci. Wagabunda jest przerażona faktem, iż Doktor nie potrafi pomóc Jamiemu. Po wielogodzinnych przemyśleniach postanawia sama postarać się o leki idąc do szpitala, gdzie znajdowały się same dusze i gdzie lekarstwa są naprawdę skuteczne. Jednak ludzie nie popierają tego pomysłu, ponieważ boją się, że wyda ich kryjówkę i zostaną złapani. Nawet Ian, który jest zakochany w Wandzie nie jest w stanie zgodzić się na takie rozwiązanie. Jego odmowie towarzyszą takie argumenty jak strach o zdrowie psychiczne jak i fizyczne Wandy. Jedynie Jared, który ufał Wagabundzie oraz traktował Jamiego jak własnego brata, postanawia w nocy wybrać się na wyprawę po medykamenty. Wanda, pozorując wypadek, wchodzi do szpitala i zabiera stamtąd leki dusz, o wiele skuteczniejsze od leków, którymi dotychczas dysponowali mieszkańcy jaskini. Po powrocie z wyprawy, Wanda leczy Jamiego i staje się ich zbawieniem na życie. Jeździ z paroma ludźmi na wyprawy po jedzenie i rzeczy potrzebne dla ludzi. W czasie jednej z tych wypraw Wanda ratuje towarzyszy przed łowcami. Dopiero od tego momentu zdobywa one pełne zaufanie towarzyszy. Pewnego razu, gdy wracają z kilkutygodniowej podróży po zapasy, zastają w jaskini Łowczynię, która została złapana przez ludzi. Ludzie chcą ją zabić, lecz Wagabunda ma pomysł, aby ją ocalić. Ponieważ każda dusza potrafi wyjąć drugą duszę z człowieka, postanawia zdradzić sekret dusz Doktorowi. Zamierza pokazać Doktorowi jak wyjmuje się duszę na Łowczyni, pod warunkiem, że wykorzysta te informacje wyłącznie w dobrej wierze i że każda dusza jaką wyjmie, ma trafić na inną planetę. Chce też, aby wyjąć ją z ciała Melanie i pochować obok nieżyjących Wesa i Walta (jednych z jej pierwszych przyjaciół w jaskiniach). Doktor z bólem przystaje na jej warunki. Kiedy dochodzi do operacji Wandy, Jared nie dopuszcza do jej śmierci, lecz razem z Mel i Jamiem szuka jej nowego ciała. Wagabunda trafia do 17-letniej dziewczyny, która nie jest tak silna jak Melanie i nie obudziła się po wyjęciu z niej duszy. Dzięki temu Wanda wiąże się z Ianem, a Melanie z Jaredem. Przy samym końcu książki jedna z wypraw po żywność natyka się na inną grupę ocalałych niezasiedlonych ludzi. Wśród nich jest także jedna dusza. Okazuje się, że nie tylko Wagabunda została „zasymilowana”.

## Bohaterowie

### Główni bohaterowie
- Melanie „Mel” Stryder – jedna z ostatnich wolnych ludzkich istot. Przez lata ukrywa się na pustyni wraz z Jamiem i Jaredem.  Jareda poznała podczas jednej wyprawy po żywność. Natknęła się na niego gdy przeszukiwała dom, pod nieobecność jego „zasiedlonych” właścicieli. Gdy przekonała się, że nie jest on Duszą, postanowili ukrywać się razem. Wcześniej Melanie ukrywała się z ojcem. Został on jednak schwytany i „zasiedlony”. Powrócił do miejsca ukrywania się Melanie i Jamiego razem z łowcami. Pewnego dnia wyrusza do Chicago na poszukiwanie swojej kuzynki – Sharon, o której wie, że jest „niezasiedlona”. Zostaje schwytana, a uzdrowiciele wszczepiają w nią duszę o imieniu Wagabunda. Ma 21 lat. Melanie jest uparta i odważna, nierzadko cyniczna i złośliwa. Bardzo cierpi, będąc więźniem we własnej głowie. Z początku nienawidzi intruza i rozpaczliwie tęskni za bratem i ukochanym. Potrafi świetnie chronić przed Wandą swoje sekrety, wspomnienia i wskazówki jak dotrzeć do ważnych miejsc. Ujawnia je, dopiero gdy wie, że może jej choć trochę zaufać. Poznając lepiej Wagabundę, stopniowo zaczyna żywić do niej siostrzane uczucia. Melanie jest wysoka i wysportowana, ma opaloną skórę, zielone oczy i ciemnobrązowe włosy.

- Wagabunda/Wanda – dusza, której żywicielką została Melanie; przed przybyciem na Ziemię zamieszkiwała różnych żywicieli na ośmiu planetach, stąd jej przydomek.  Wagabunda mieszkała wcześniej na planecie „niedźwiedzi”. Tam była nazywana „Ujeżdżaczką bestii”. Imię to wzięło się stąd, że kiedyś chcąc ratować inną Duszę wszczepiła ją w stworzenie zwane szponowcem. Szponowce były to olbrzymie drapieżniki (wielkości wieloryba) zamieszkujące planetę „niedźwiedzi” (miały one wielkość bizona).  Lubiły się one zagrzebywać w śniegu i znienacka atakować. Pewnego razu gdy Wagabunda wyruszyła w podróż z przewodnikiem i  jeszcze inną Duszą wpadły w taką zasadzkę. Towarzysz Wagabundy (żywiciel) został przecięty na pół. Wagabunda wiedziała, że Dusza przeżyje poza ciałem żywiciela najwyżej parę minut (schowała go na kieszonce koło trzech serc). Nie miała jednak w kogo go wszczepić. Wpadła więc na pomysł aby wspiąć się na grzbiet szponowca i to jemu go wszczepić. Była też na planecie „kwiatów”. Jak wszystkie dusze jest z natury dobra, brzydzi się przemocą i kłamstwem. Zawsze myśli o innych, nigdy o sobie. Często nie umie poradzić sobie ze skomplikowanymi ludzkimi emocjami, których doświadcza Melanie. Z czasem, przebywając wśród ludzi, zaczyna rozumieć, że jej gatunek nie miał prawa zaanektować Ziemi. Pod koniec powieści zaczęła uważać siebie za człowieka. Po opuszczeniu ciała Mel zostaje zamieszczona w ciele 17-letniej Pet. Jej prawdziwa postać to srebrzysty robaczek z tysiącem włosowatych, falujących czułków.

- Jared Howe – jeden z ostatnich niezasiedlonych ludzi ukrywających się na pustyni. Melanie poznaje go podczas jednej z ucieczek przed duszami. Ma 30 lat. Małomówny i zdecydowany. Przebywając z Mel był radosny i wesoły. Po jej zasiedleniu stał się ponury. Opiekuje się Jamiem. Jared długo nie może pogodzić się z myślą, że jego Melanie jest uwięziona we własnym ciele. Stopniowo jednak zaczyna odczuwać sympatię do Wagabundy. To on ratuje życie Wagabundzie pod koniec powieści, gdy po usunięciu z ciała Melanie Wagabunda chce umrzeć i być pochowana obok Wesa. Jared grozi doktorowi nożem i nie pozwala na to aby Wagabunda zginęła. Wyrusza on z Jamie i Melanie po nowe ciało dla Wandy.

- James „Jamie” Stryder – młodszy brat Melanie. On jako jeden z pierwszych akceptuje „Wandę” i obdarza ją ciepłymi uczuciami. Ma 14 lat. Jest dziecinny, ufny i otwarty, potrafi jednak być odpowiedzialny. Kocha zarówno Wagabundę jak i Melanie. Jako jeden z niewielu widzi w nich dwie różne osoby. To on wybrał Pat na nowego żywiciela dla Wagabundy. Podczas operacji wszczepienia Wagabundy w Pet miał okazję trzymać Wagabundę w dłoniach.

- Ian O'Shea – jeden z rebeliantów. Początkowo jest po stronie przeciwników Wagabundy, nawet próbuje ją zabić. Potem staje się jej przyjacielem i obrońcą, ostatecznie się w niej zakochuje. Młodszy brat Kyle’a. Jest do niego podobny z wyglądu, mają takie same głosy. Wanda rozróżniała u nich jedynie tonację. Jest miły, przyjacielski i zawsze czujny. Kocha Wagabundę, pomimo że jest duszą, a nie człowiekiem. Uważał za piękne jej ciało, nie tylko to ludzkie, ale i to prawdziwie – srebrzyste ciało Duszy.

- Wuj Jebediah/Jeb – stryj Melanie i Jamiego. Uważany za dziwaka i wariata, w rzeczywistości jest niezwykle bystry i przedsiębiorczy. To on buduje schronienie dla wolnych ludzi i sprowadza grupę uciekinierów. Jako pierwszy jest dla Wagabundy dobry. Poprzez ciało Melanie postrzega duszę jako istotę dobrą, a nie intruza, którego należy zniszczyć. Zostaje jej pierwszym obrońcą i sprzymierzeńcem. Gdyby nie on Wagabunda zostałaby zabita zaraz po jej znalezieniu przez ludzi na pustyni. Nie pozwolił on na to zaintrygowany tym, że przybyła ona sama. Gdyby nie on Wagabunda została by zabita przez ludzi zaraz na samym początku. Wuj Jeb uzbrojony w swoją strzelbę (stanowi one jego atrybut) nie dopuścił do tego. Pierwszy też domyślił się, że Melanie ciągle istnieje i odzywa się do Wagabundy.To on doprowadził do tego, że los Wagabundy złożono w ręce Jareda. Wiedział, że ten nie zdecyduje się na jej zabicie. Potem to on uwolnił Wagabundę.

- Łowczyni – dusza należąca do grona Łowców, których zadaniem jest chwytanie „niezamieszkałych” ludzi. Jest szczególnie zawzięta na Wagabundę, obsesyjnie pragnie wydobyć z niej informacje o Melanie. To ona szukała Wagabundy dalej, nawet kiedy już inne Dusze zrezygnowały z poszukiwań myśląc, że ona nie żyje.  Osoba wywołująca silne emocje nawet ze strony zwykle spokojnych i łagodnych istot. Jak później się okazuje ma bardzo wiele wspólnego z Wandą, i żywi nadzieje, że pozna jej sposób uporanie się z problemem „niezawładnięcia” nad ciałem (również nie mogła zawładnąć nad swoim żywicielu tkwiącym w jej umyśle). Gdy dowiaduje się, że Wanda też sobie nie poradziła, ucieszyła się z tego. Była dość drobną kobietą, o ciemnych włosach. Zawsze ubrana na czarno. To ona zabiła Wesa.

- Kyle O'Shea – jeden z rebeliantów, starszy brat Iana. Nienawidzi Wandy i innych dusz. Nie wierzy w jej dobre chęci. Parę razy próbował ją zabić, lecz bez skutku, jednak poprzestał dalszych prób pozbycia się Wagabundy, po tym, jak ocaliła mu życie (chłopak próbował zepchnąć Wandę do wody, w trakcie szamotaniny nastąpiło obsunięcie się brzegu podziemnego strumienia i gdyby nie Wagabunda, wpadłby do wody i zginął). Wagabunda nie chciała go oskarżyć o usiłowanie morderstwa przed innymi członkami grupy. Kiedyś miał ukochaną, Jodi, która została zasiedlona. Gdy dowiaduje się, że można usunąć duszę z ciał człowieka, sprowadza Jodi do jaskini. Okazuje się, że Sunny, dusza, która zasiedliła jego ukochaną, też go kocha. Kiedy Jodi, po usunięciu z niej duszy, nie obudziła się, Kyle poleca na powrót wszczepić w ciało Jodi Sunny. Jest dobrze zbudowany, czarnowłosy o jasnej karnacji i niebieskich oczach. Działa impulsywnie.

### Bohaterowie drugoplanowi
- Doktor – partner Sharon. Wanda początkowo bała się go, myśląc, że chce ją zabić. Zaufała mu dopiero po dłuższym czasie. Doktor starał się oddzielić Dusze od żywicieli jeszcze zanim przybyła Wagabunda. Nadaremnie. Próby zawsze kończyły się śmiercią zarówno Duszy jak i żywiciela. Wanda kiedyś weszła do pomieszczenia zajmowanego przez Doktora w czasie takiej próby. Widok pokawałkowanych ciał Dusz był dla niej takim wstrząsem, że potem ukrywała się przed ludźmi przez kilka dni. W końcu jednak ponownie zaufał Doktorowi.
- Sharon – kuzynka Melanie. Nigdy do końca nie zaufała Wandzie, początkowo nie znosiła jej do tego stopnia, że rozstała się z Doktorem, żeby tylko z nią nie przebywać.
- Maggie – matka Sharon oraz siostra wuja Jeba. Tak jak jej córka, nigdy nie ufała Wandzie i unikała jej, jak tylko mogła.
- Sunny – dusza, która zadomowiła się w ciele ukochanej Kyle’a. Ponieważ Jodi się nie obudziła, została z powrotem wszczepiona do jej ciała. Sunny nie chciała odejść na inną planetę, bo kochała Kyle’a.
- Jodi – ukochana Kyle’a, żywicielka Sunny. Po wyjęciu z jej ciała Sunny, nie obudziła się.
- Lacey – żywicielka Łowczyni. Złośliwa i trudna we współżyciu, zatruwała życie Łowczyni do tego stopnia, że i tamta się taka stała.
- Lily – ukochana Wesa. Bardzo przeżyła fakt zabicia Wesa przez Łowczynię.
- Wes – ukochany Lily. Został zabity przez Łowców.
- Lucina – Matka Isaiaha i Freedoma. Jej młodszy syn urodził się już w jaskiniach, więc poród odbierał doktor. Nie chciała by jej dzieci przebywały z Wagabundą, kiedy była ona w Melanie.
- Isaiah – syn Luciny.
- Freedom – młodszy syn Luciny. Został przez matkę nauczony bać się Wandy. Uczucie to u niego i jego brata było tak silne, że nawet po rozdzieleniu Wagabundy i Melanie bał się nadal Melanie i nie można go było przekonać, że teraz nie ma już powodu do strachu. Nie bał się natomiast Pat, nowego żywiciela Wagabundy.
- Trudy – kobieta w średnim wieku z szarymi włosami zaplecionymi w warkocz.
- Heath
- Walter – jeden z pierwszych przyjaciół Wandy. Kiedyś miał żonę Gladys, która została zasiedlona. Umarł na raka, przed śmiercią brał Wandę za swoją żonę. Wanda towarzyszyła mu przez ostatnie godziny życia udając jego żonę.
- Geoffrey
- Heidi
- Paige
- Andy
- Pocieszycielka – jedna z pierwszych dusz przybyłych na Ziemię. Pomagała poradzić sobie Wagabundzie z kłopotami z ciałem. Jej partnerem był dawny mąż jej żywicielki.
- Aaron
- Brandt
- Candy – żywicielka jednej z Uzdrowicielek. Jedna z pierwszych ludzi, z których wyjęto Dusze. To na niej Wagabunda pokazała Doktorowi, jak wyjmuje się Dusze (należy to robić delikatnie, nie na siłę).

## Kontynuacje
Autorka powieści – Stephenie Meyer jest w trakcie pisania następnej części „Intruza”, tytuł drugiej części będzie brzmiał „The Seeker (pol. „Łowca”), z kolei część trzecia będzie się nazywać „The Soul” (pol. „Dusza”).

## Wyróżnienia
Intruz został „Książką maja” (Best Book of May) księgarni internetowej Amazon.com.
Powieść uplasowała się na 1 miejscu listy bestsellerów New York Timesa (New York Times Best Seller), utrzymała się na liście przez 31 tygodni.
Intruz zdobył także 1 miejsce na liście 10 najlepszych powieści magazynu Maclean's Magazine's (Maclean's Magazine's list of top 10 fiction books) w Kanadzie.

## Film
Prawa do ekranizacji kinowej kupili Nick Wechsler oraz Steve i Paula Mae Schwartzowie. Reżyserią i scenariuszem zajął się Andrew Niccol. Premiera światowa odbyła się 22 marca 2013, w Polsce film zadebiutował 5 kwietnia tego samego roku.